# Поляна-Д4

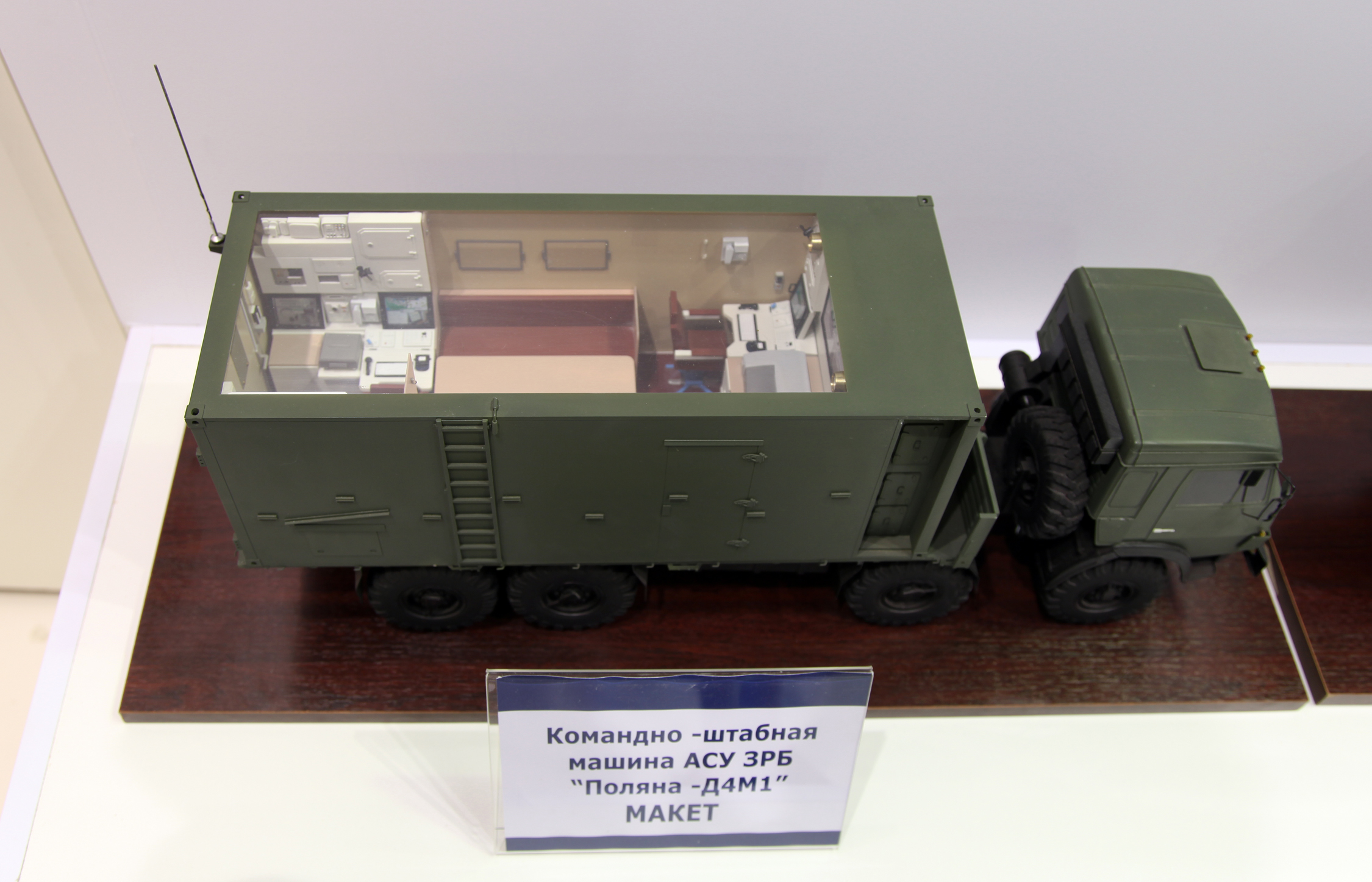
Поляна-Д4М1 (макет)

Поляна-Д4 / Поляна-Д4М / Поляна-Д4М1 (Індекс ГРАУ — 9С52 / 9С52М / 9С52М1) — автоматизована система управління бойовими діями зенітної ракетної бригади у складі ЗРС С-300В та/або ЗРК «Бук».
Розроблення АСУ «Поляна-Д4» велася Науково-дослідним інститутом засобів автоматизації Мінрадіопрому . Головний конструктор системи — Г. О. Бурлаков.
Розроблення розпочалася згідно з рішеннями Комісії Президії Радміну СРСР з військово-промислових питань від 29 червня 1977 року та від 27 серпня 1981 року за завданням Головного ракетно-артилерійського управління (ГРАУ) .
АСУ «Поляна-Д4» прийнято озброєння Радянської Армії (війська протиповітряної оборони Сухопутних військ) 1986 року. Серійно вироблялася на Мінському електромеханічному заводі (НВО «Агат») Мінрадіопрому, а потім передано до Пензенського радіозаводу Мінрадіопрому.

## Склад

### Поляна-Д4

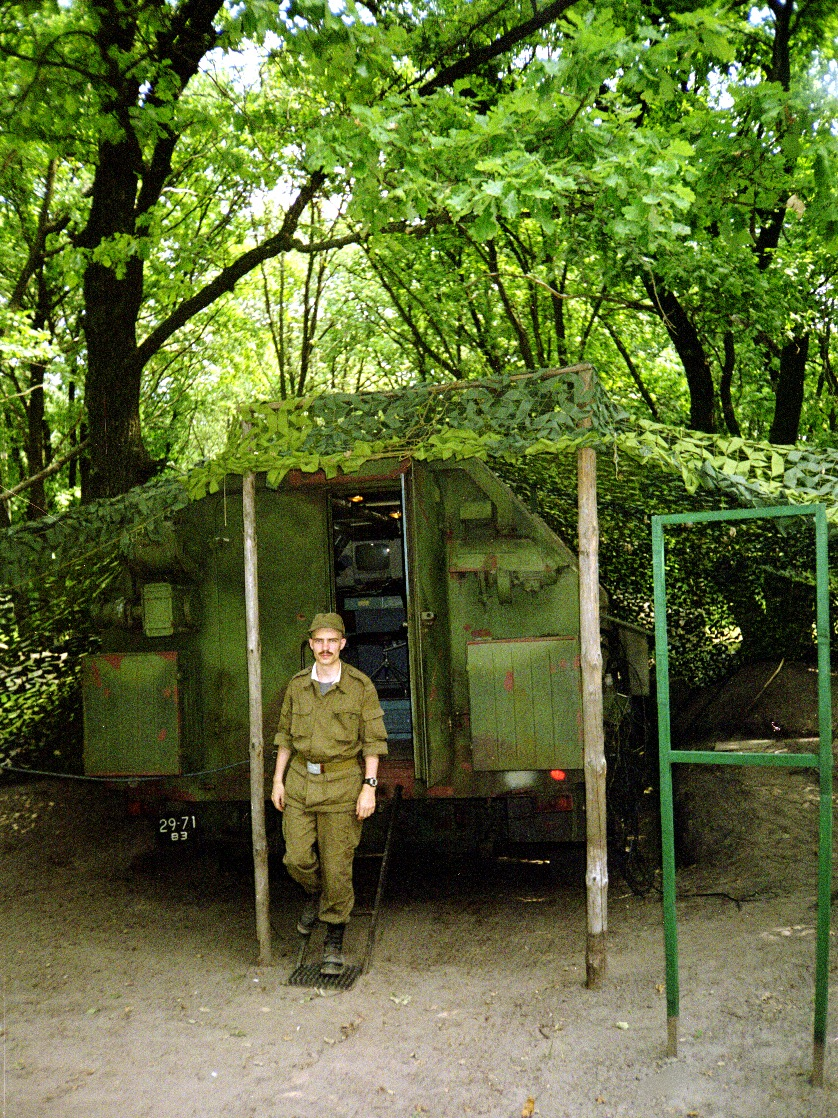
Виріб «МП-06» 53 зрбр, липень 2002

- Пункт бойового управління (ПБО) бригади (МП06);
- Командно-штабна машина (КШМ) бригади (МП02 із причепом КП4);
- Машина ЗІП та технічного обслуговування (МП45);
- 2× дизельні електростанції ЕД-Т400-1РАМ.

### Поляна-Д4М
- Пункт бойового управління (ПБУ МП06М) на шасі БАЗ-6950 «Основа-1»[2]
- Командно-штабна машина (КШМ МП02М) на шасі Урал-375

### Поляна-Д4М1
Поляна-Д4М1 може обробляти до 500 цілей і супроводжувати до 255 їх, має 20 каналів передачі зі швидкістю до 32 кбіт/с. «Поляна» взаємодіє з авіаційними комплексами РЛДН, командними пунктами керованих зенітних ракетних підрозділів та вищих штабів — лише до 14 об'єктів спільної роботи.
Автоматизована система управління використовувалась Збройними Силами Росії за кордоном, зокрема, 2014 року в Алжирі, а 2018 року — в Сирії.

## Обладнання
- У ПБО було встановлено автоматизовані робочі місця (АРМ) командира бригади, старшого офіцера, представника авіації ВПС, оперативного чергового, офіцера бойового управління, начальника розвідки бригади, оператора обробки радіолокаційної інформації (РЛІ), інженера та техніка-зв'язківця.
- У КШМ було встановлено АРМ для заступника командира бригади з озброєння, офіцера оперативного відділення, старшого офіцера оперативного відділення та не автоматизовані робочі місця для двох техніків.

## Управління
АСУ «Поляна» підпорядковувалась командному пункту ППО фронту (ППО армії) у складі АСУВ фронту (комплект технічних засобів «Редут-2П»). «Поляна» могла взаємодіяти з командним пунктом тактичного з'єднання військ ППО — «Промінь» / «Піраміда».
«Поляна» керувала:
- чотирма або менш зенітно-ракетними дивізіонами, озброєними ЗРС С-300В (КП 9С457) або ЗРК «Бук» (КП 9С470)
- пункт управління (ПОРІ-П2 або ПОРІ-П1) радіолокаційного поста зі складу КП бригади
- пункт управління засобами безпосереднього прикриття бригад — ПУ-12М або УБКП «Ранжир».

«Поляна» також має можливість отримувати інформацію про повітряну обстановку з авіаційного комплексу радіолокаційного дозору та наведення (АК РЛДН) А-50.